# Strausberg
Strausberg es una ciudad de Brandeburgo (Alemania), centro mayor del "landkreis" Märkisch-Oderland. Su distancia al centro de Berlín es de 30 km, y también 30 km hasta Kostrzyn nad Odrą, en la frontera con Polonia. 

## Historia
Strausberg fue fundado alrededor de 1240 y en 1333 su primer pasillo de ciudad fue construido. Una pared defensiva histórica confina hoy la vieja ciudad. La ciudad era el asiento administrativo del distrito de Strausberg hasta una fusión (1993) con Bad Freienwalde y Seelow formó el "Märkisch-Oderland", con Seelow que se convertía en el nuevo asiento administravtive del distrito.

## Geografía
Strausberg se localiza 30 km al este de Berlín y de 30 (oeste) de la frontera polaca de Kostrzyn.
La ciudad tiene 3 pedanías (Ortsteile): Gladowshöhe, Hohenstein y Ruhlsdorf.

## Demografía
- Tendencia poblacionales desde 1875 (línea azul: población; línea punteada: comparación con tendencias poblacionales del estado de Brandenburg; fondo gris: tiempo de gobierno Nazi; fondo rojo: tiempo de Gobierno comunista)
- Proyecciones y desarrollo poblacional reciente (Desarrollo poblacional antes del censo del 2011 (línea azul); Desarrollo poblacional reciente de acuerdo al Censo en Alemania del 2011 (línea azul con bordes); Proyecciones ofiales para el período 2005-2030 (línea amarilla); para el período 2017-2030 (línea escarlata); para el período 2020-2030 (línea verde)

## Personalidades
- Andreas Angelus (1561-1598)
- Johannes Haw (1871-1949)
- Georg Kurtze (19??-1945)
- Gertrud Rossner (1903-1984)
- Sigmund Jähn (1937)
- Michael Gartenschläger (1944-1976)

## Ciudades hermanadas
- Dębno - Polonia
- Frankenthal - Alemannia
- Terezín - R.Checa

## Galería de imágenes

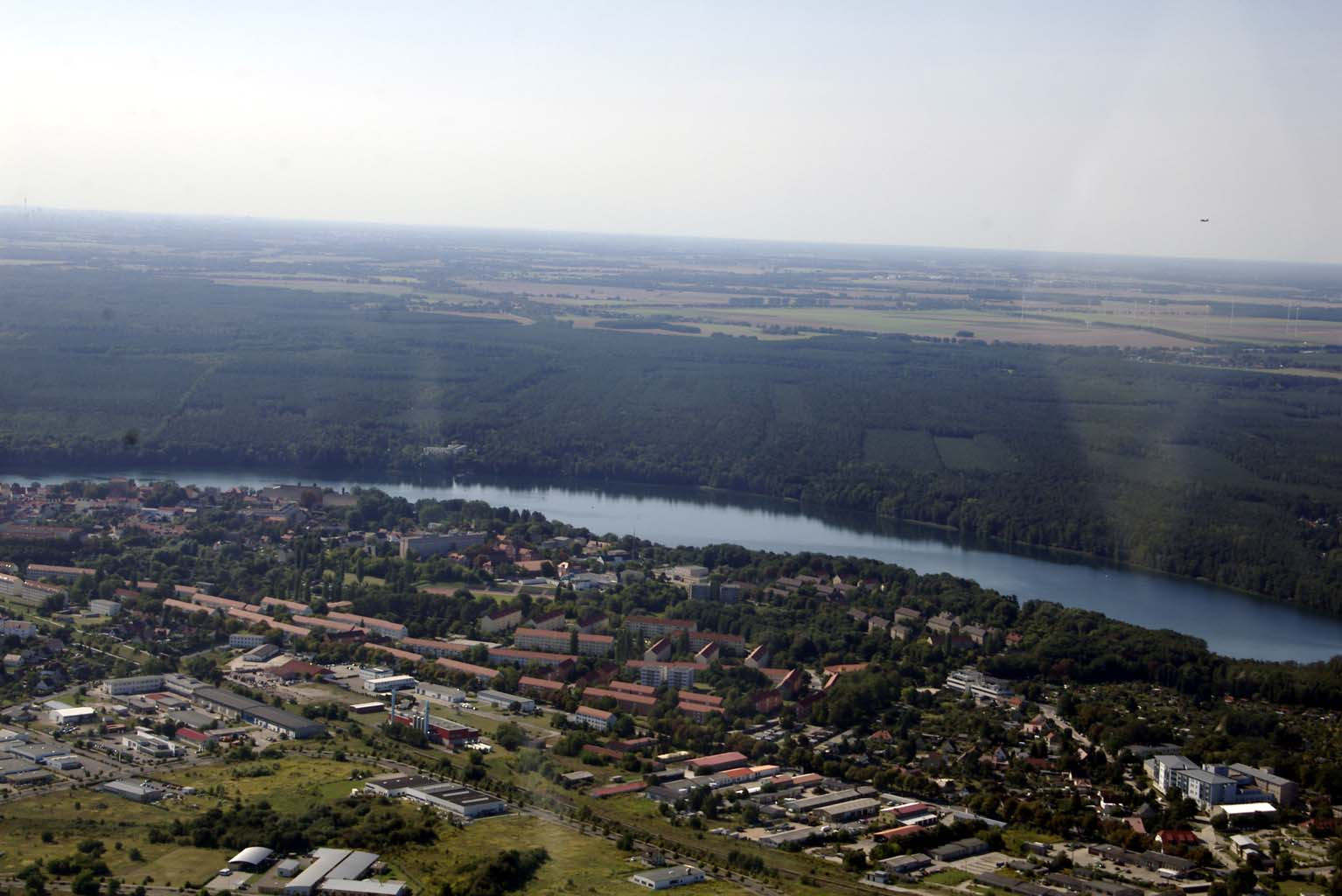
Panorama
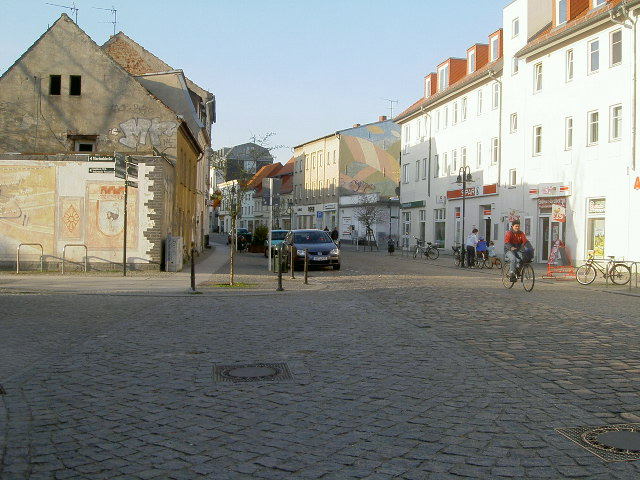
Centro histórico
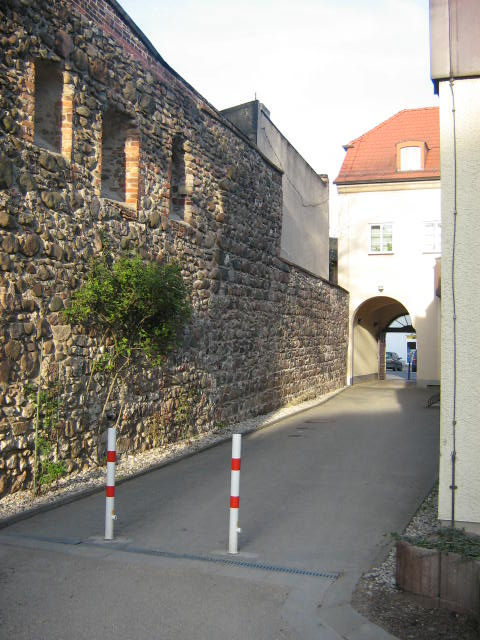
Antiguas paredes de la ciudad
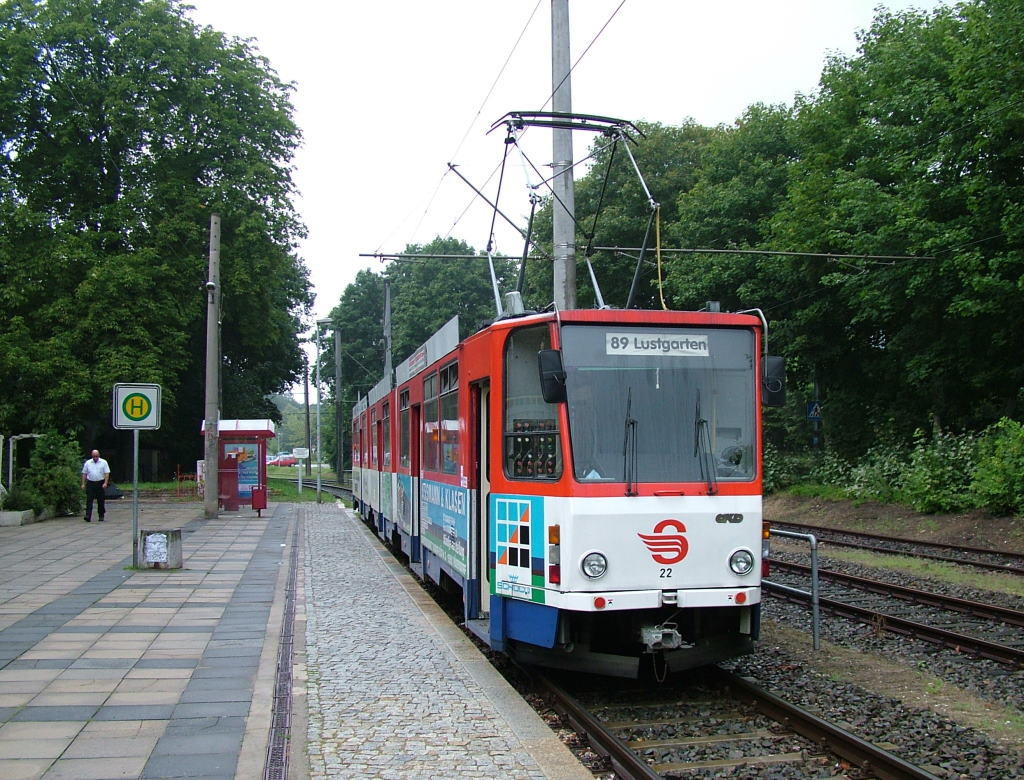
Tranvía

## Otros proyectos
- Wikimedia Commons alberga una categoría multimedia sobre Strausberg.